# Philosophy of Science
Philosophy of Science ist eine philosophische Fachzeitschrift, die sich ausschließlich dem Gebiet der Wissenschaftstheorie widmet. Vierteljährlich erscheint ein ca. 160 Seiten umfassendes Heft mit Essays, Diskussionen und Reviews. Die Zeitschrift wird von der Philosophy of Science Association (PSA) herausgegeben und enthält alle zwei Jahre ausgewählte Beiträge der PSA-Konferenz.